# Torymus femoralis
Torymus femoralis is een vliesvleugelig insect uit de familie Torymidae. De wetenschappelijke naam is voor het eerst geldig gepubliceerd in 1895 door Pérez.